# Carl Veart
Carl Veart (South Australia, 21 de mayo de 1970) es un exfutbolista y entrenador de fútbol de Australia que jugaba en la posición de delantero centro y que actualmente es el entrenador del Adelaide United de la A-League.

## Carrera

### Club
| Periodo   | Club                        | Apariciones | Goles |
| --------- | --------------------------- | ----------- | ----- |
| 1989-1994 | Adelaide City FC            | 132         | 54    |
| 1994-1996 | Sheffield United FC         | 66          | 15    |
| 1996-1997 | Crystal Palace FC           | 59          | 6     |
| 1997-1998 | Millwall FC                 | 8           | 1     |
| 1998-2004 | Adelaide City Force         | 172         | 23    |
| 2001      | → Playford City SC (cedido) | 7           | 4     |
| 2005-2007 | Adelaide United             | 44          | 11    |
| 2007-2008 | Adelaide City FC            | 9           | 8     |

### Selección nacional
A nivel de selecciones menores jugó en los Juegos Olímpicos de Barcelona 1992 con Australia. Jugó con Australia en 18 ocasiones de 1992 a 2000 y anotó siete goles; fue finalista en la Copa de las Naciones de la OFC 1998.

### Entrenador
| Periodo   | Club                  |
| --------- | --------------------- |
| 2008-2012 | Adelaide United Youth |
| 2012-2019 | FFSA NTC              |
| 2020-     | Adelaide United       |

## Logros
- A-League: 2005–2006
- NSL Championship: 1991–1992, 1993–1994
- NSL Cup: 1989, 1991–1992